# Заставки-Яблонов
Заставки-Яблонов (укр. Заставки-Яблунів) — село в Перемышлянской городской общине Львовского района Львовской области Украины.
Население по переписи 2001 года составляло 67 человек. Почтовый индекс — 81262. Телефонный код — 3263.